# Marionnettes bozos
Peuple de pêcheurs  installés le long des rives du fleuve Niger, les Bozo ont une tradition des masques de fabrication artisanale communément appelés marionnettes bozos. De variétés très diverses, ces marionnettes aux formes humaines et animalières ont  chacune une signification particulière et jouent à la fois un rôle ludique et éducatif.

## Sources
- http://akwaba-africa.blogspot.com/2007/03/les-marionnettes-bozo-mali.html
- http://www.arts-africains.net/marionnette-africaine-bozo.html
- http://www.elisabethdenotter.nl/site1/Homepage_of_Elisabeth_den_Otter/Article_fete_des_masques_Somono_Kirango.html